# Iwan Kuroweć
Iwan Kuroweć (ukr. Іван Куровець; ur. 17 stycznia 1863 w Batiatyczach, zm. 13 maja 1931 we Lwowie) – ukraiński działacz społeczny i polityczny, lekarz, członek Centralnego Komitetu Ukraińskiego Zjednoczenia Narodowo-Demokratycznego (UNDO) w latach 1925-1931, poseł na Sejm II kadencji, państwowy sekretarz zdrowia rządu Zachodnioukraińskiej Republiki Ludowej (ZURL).

## Literatura
- Mirosław Szumiło, Ukraińska reprezentacja parlamentarna w Sejmie i Senacie RP 1928-1939 Wyd. Neriton Warszawa 2007. s 325.